# Jessie Cross
Jessie Cross, född 14 april 1909 i New York, död 29 mars 1986 i Los Angeles, var en amerikansk friidrottare.
Cross blev olympisk silvermedaljör på 4 x 100 meter vid sommarspelen 1928 i Amsterdam.